# Pastel de queso

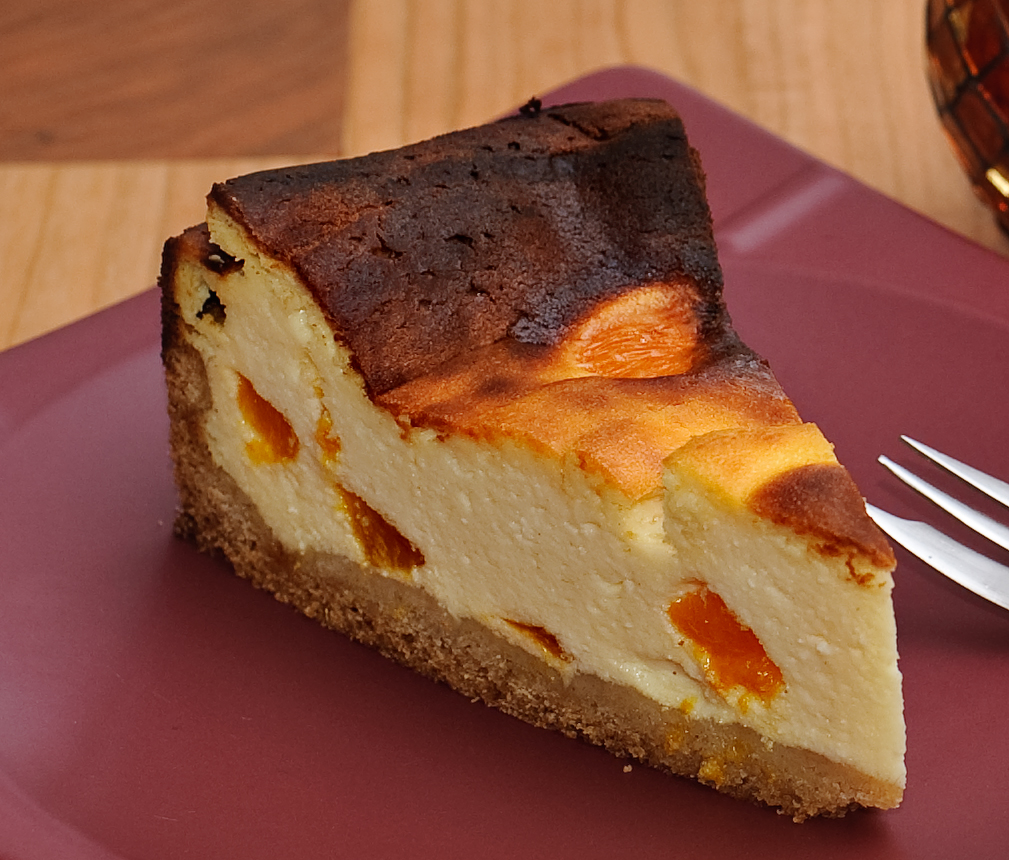
Porción de tarta de queso casera con pedazos de durazno o melocotón.

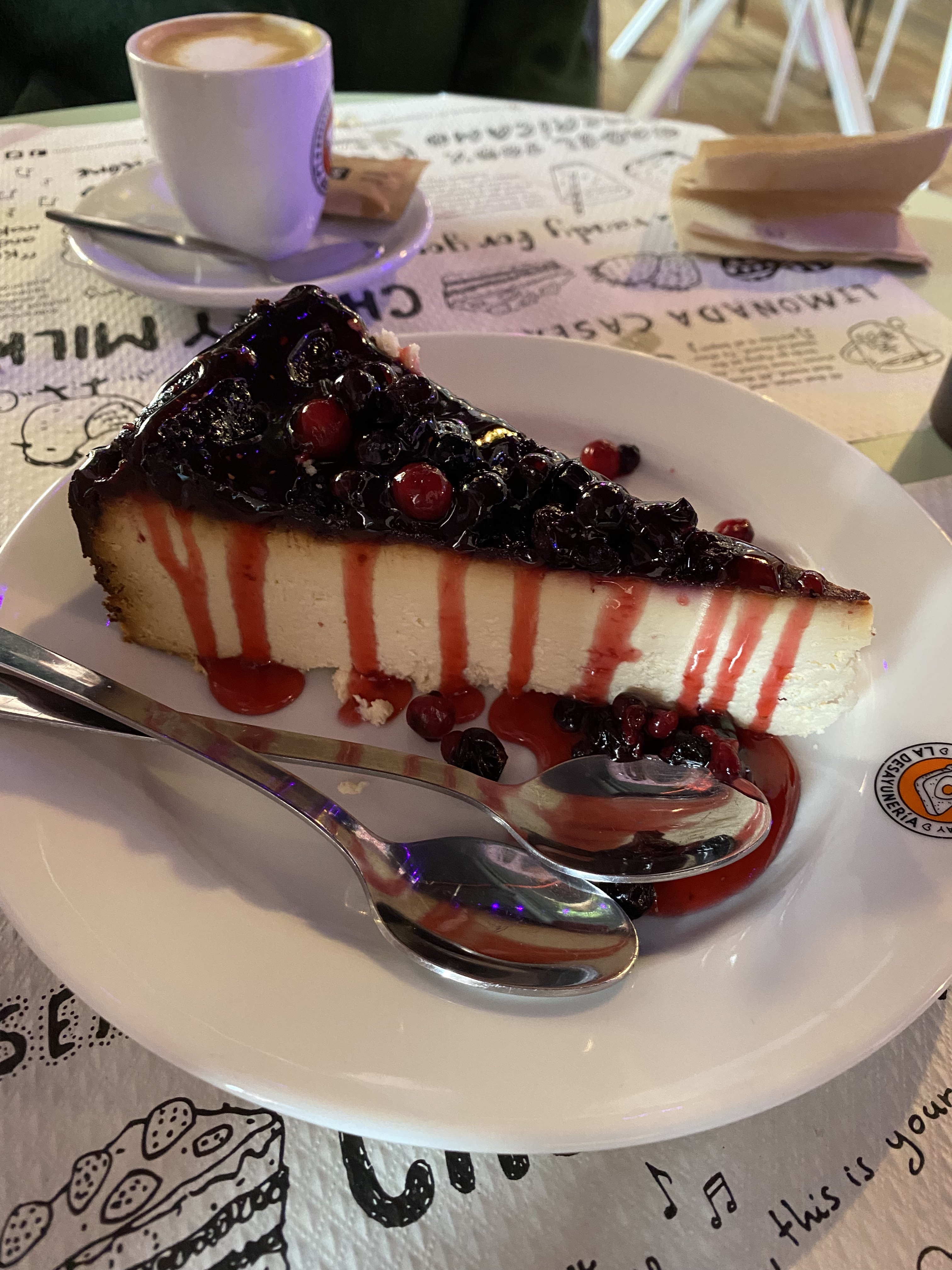
Torta de queso de frutos rojos

Un pastel de queso o tarta de queso (véase otros nombres) es un postre muy popular desde el siglo XX hecho a base de ricota (requesón), queso quark, azúcar y algunas veces otros ingredientes, tales como: huevos, crema de leche o nata, harina, papa, almendras o frutas (limones o naranjas, etc.). También pueden agregarse ciertos saborizantes, tales como mermelada, chocolate o whisky. Una de sus combinaciones más comunes es la tarta de queso con salsa de arándanos por encima. Todos estos ingredientes se colocan en una capa o costra hecha de magdalenas trituradas, galletas Graham, o bizcocho que puede ser preparado en caliente horneado o en frío, cuajando refrigerado en la nevera. La base estilo repostería es horneada o refrigerada, siendo este último pastel mucho más ligero que uno tradicional cocinado. 
Algunos tipos de pasteles de queso son más parecidos a tartas y otros más parecidos a pasteles, bizcochos o pizzas. 
El pastel de queso es uno de los postres más consumidos del mundo y, quizás, uno de los más antiguos que utilizan lácteos diferentes de la leche. El primer registro que hace mención a la tarta de queso viene del año 2000 a. C. aunque no será hasta el romano Marco Porcio Catón (o Catón el Viejo), cuando la receta aparezca en uno de sus tantos libros, con apuntes de cocina romana, llamado "De agri cultura".
«Pastel de queso» también se utiliza para describir el sabor cremoso a queso de la tarta. Dentro de este marco, existen yogures, helados, sorbetes, brownies y galletas con sabor a pastel de queso.

## Historia

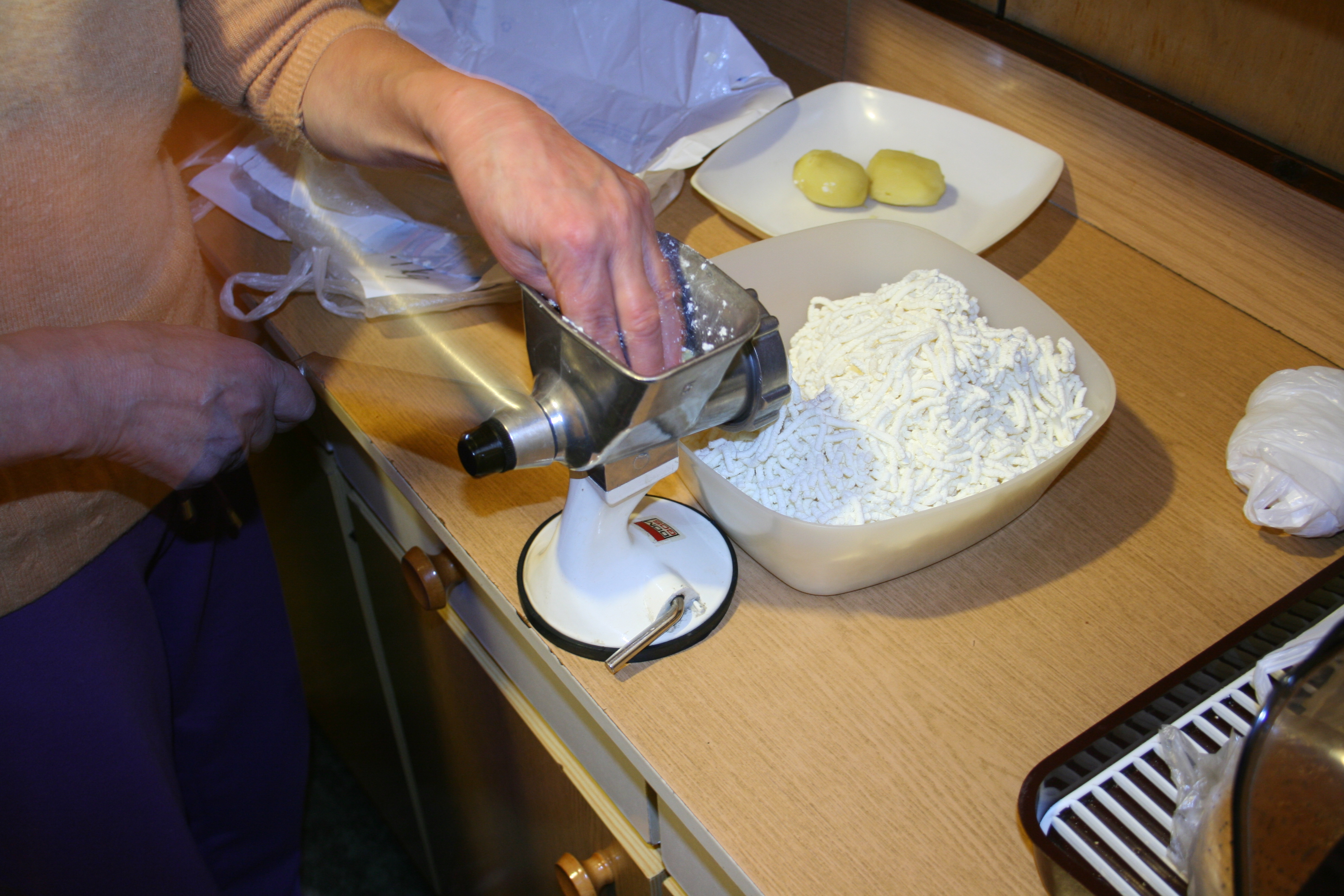
Preparación del pastel de queso.

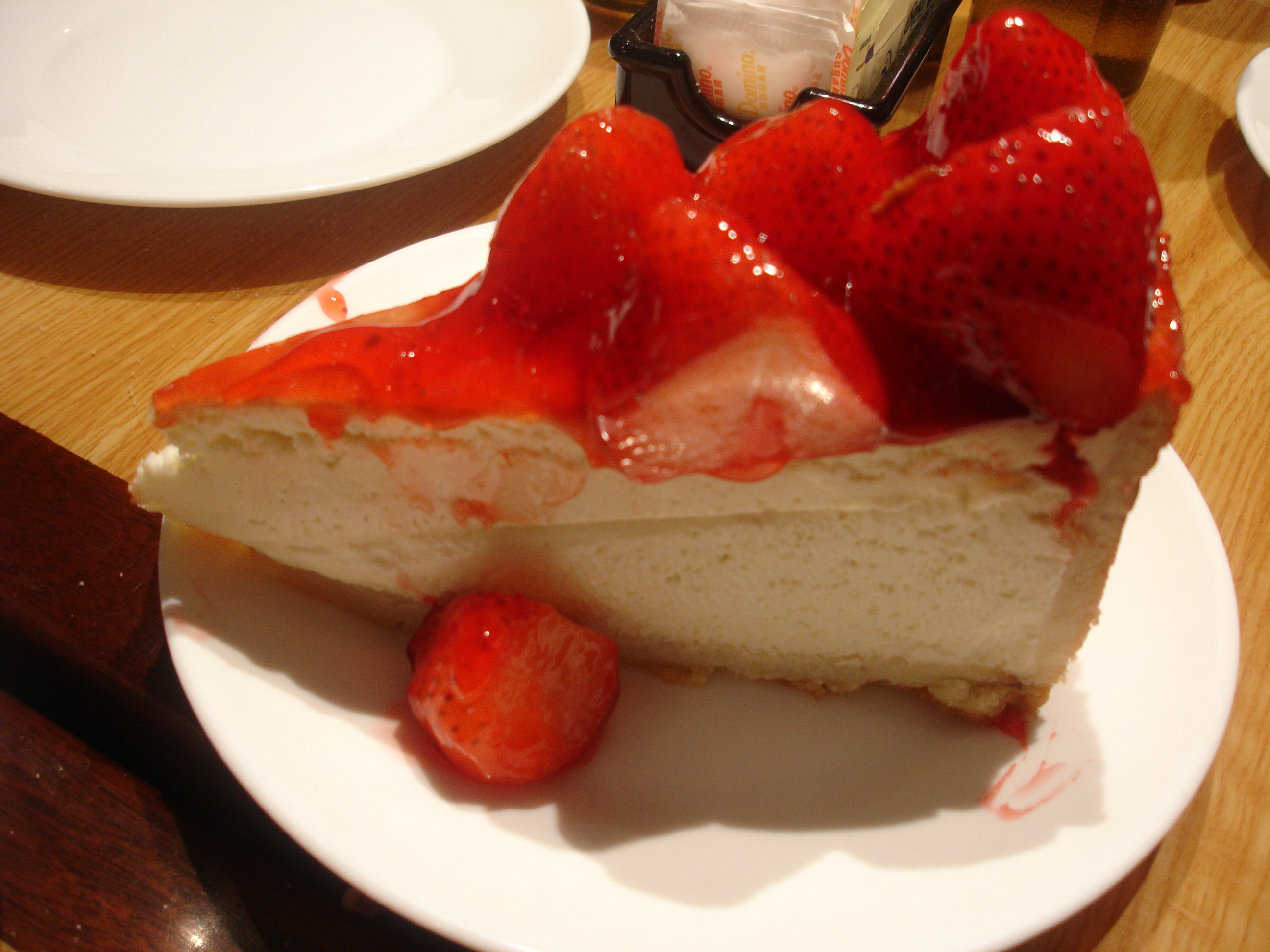
Tarta de queso de fresa.

Una antigua forma de pastel de queso podría haber sido un plato muy popular en la Antigua Grecia, incluso antes de la adopción romana del plato con la conquista de Grecia. La mención escrita más temprana de un pastel de queso fue hecha por el médico griego Aegimo, que escribió un libro sobre el arte de hacer queso (πλακουντοποιικόν σύγγραμμα—plakountopoiikon syngramma). Catón el Viejo, en su manual De agri cultura (también llamado De Re Rustica) incluye recetas de tres pasteles para usos religiosos como ofrendas: libum, savillum y placenta. De los tres, la placenta es el más parecido a la mayoría de los pasteles de queso modernos, con una corteza que se prepara y se cuece por separado. Es importante señalar que a pesar de que a estas primeras formas se les llamó "pasteles de queso", diferían mucho en sabor y consistencia de la tarta de queso moderna, que surgió en Europa en el siglo XVIII cuando en estas antiguas recetas la levadura fue sustituida por huevo, adquiriendo una textura más acorde a la requerida para un postre. Sin embargo, la fabricación de queso se remonta hasta antes de 2000 a. C., encontrando los arqueólogos moldes para hacer queso que datan de ese periodo. 
Integrado definitivamente al patrimonio gastronómico europeo, este postre cruzó el Atlántico con el flujo de inmigrantes que llegaron a Estados Unidos en busca de mejores condiciones de vida. En 1872 un quesero estadounidense al intentar copiar el neufchâtel, un queso de origen francés, terminó creando un nuevo queso cremoso que con el tiempo daría lugar al nacimiento del famoso queso crema, el ingrediente principal de la tarta de queso preparada refrigerada.

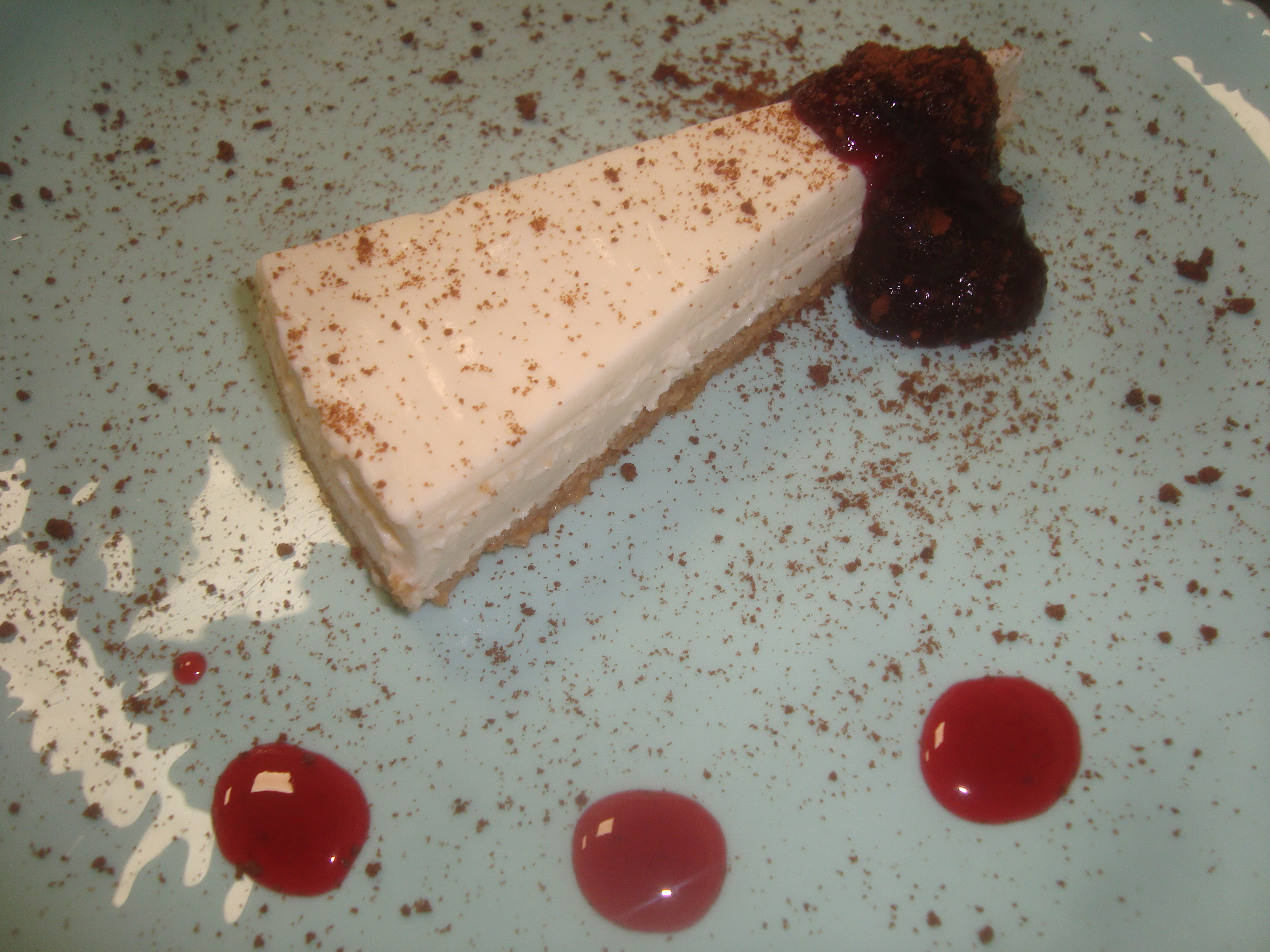
Ración de postre de tarta de queso.

## Composición

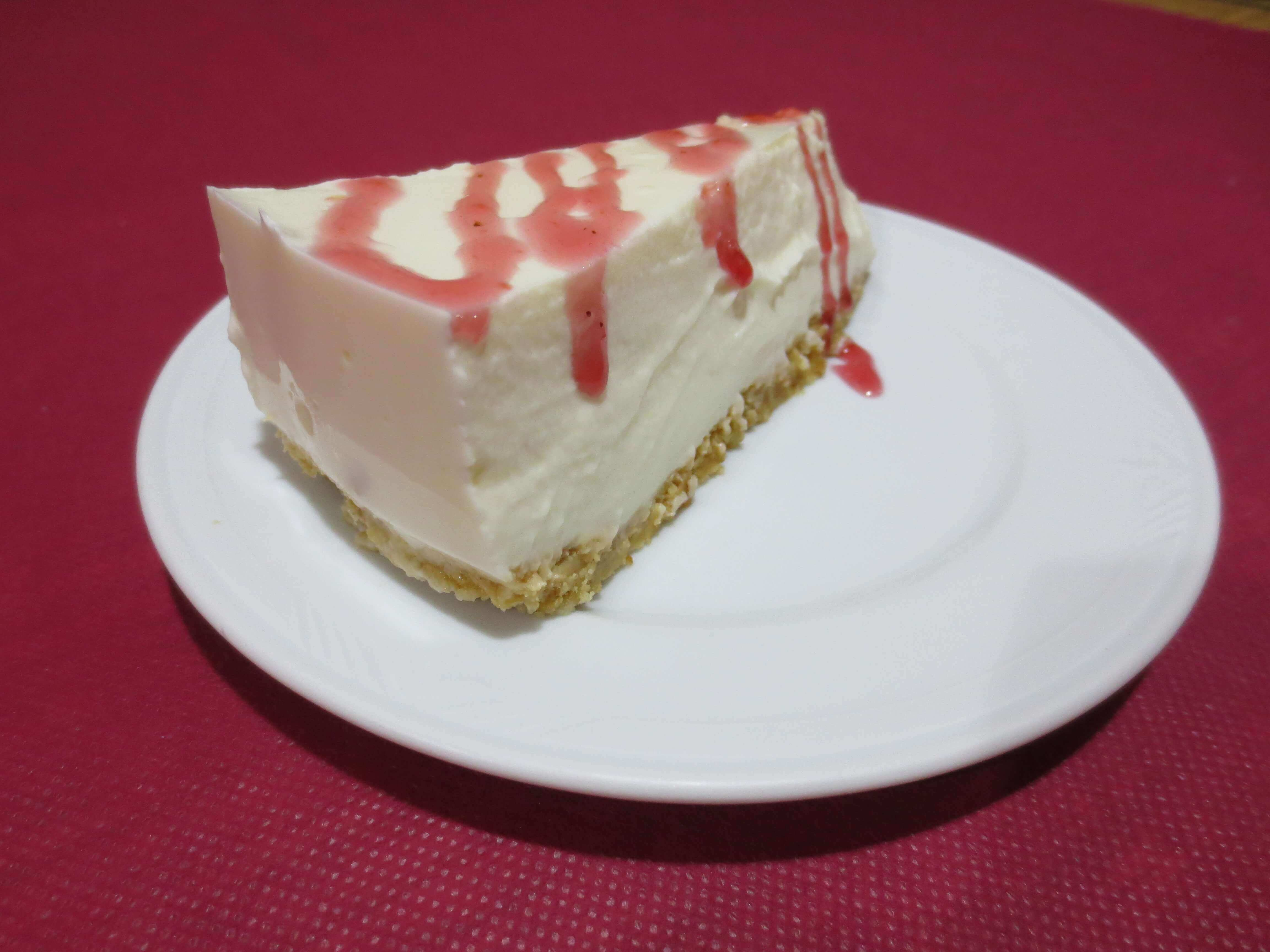
Tarta de queso thermomix.

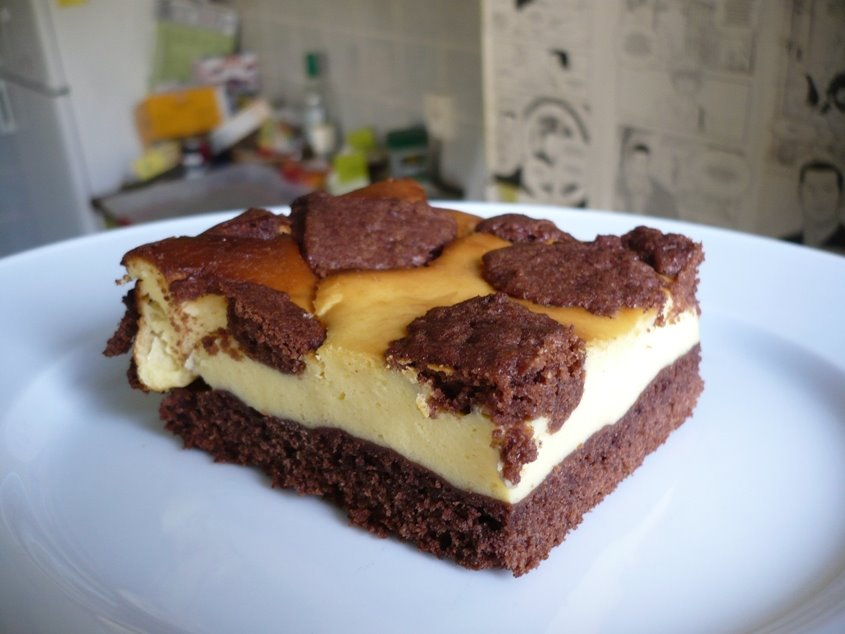
Pastel de queso con pedazos y piso de pastel de chocolate; una especialidad alemana conocida como Russischer Zupfkuchen.

Los antiguos griegos lo consideraban un pastel. Algunos autores modernos señalan que la presencia de huevos, como la única forma de levadura, es la prueba de que se trata de una torta. Y otros afirman que la corteza separada, el relleno suave, y la ausencia de harina demuestra que se trata de una tarta de crema.
Casi todos los pasteles de queso modernos en los Estados Unidos utilizan queso crema; en Italia se utiliza requesón, mientras que en Alemania, los Países Bajos y Polonia se utiliza queso quark. Los pasteles de queso se hornean más fácilmente utilizando un molde desmontable a prueba de fugas, algunas recetas requieren cocción al baño María para distribuir más uniformemente el calor.
No sólo el tipo de queso afecta la textura y el sabor, sino la habilidad de incorporar otro tipo de ingredientes. Cuando el relleno de un pastel de queso es muy líquido (o aguado) no será tan estructuralmente firme y se desparramará sobre la mesa. Una forma de evitar esto es utilizar gelatina sin sabor o un poco de fécula de maíz batida con huevos.
Un pastel de queso a base de crema ácida o agria utiliza un volumen de 1:1, esto quiere decir que por cada parte de queso crema se coloca una parte de crema ácida, para dar la tradicional textura que se comporta al igual que un buen queso roquefort. Tiene una distintiva hendidura en el centro y la parte de arriba toma un color dorado, debido al efecto de la reacción de Maillard. Si se unta con una brocha huevo batido sobre la superficie se puede lograr parecido efecto, si lo que desea es obtener un pastel de queso "como el de mamá".
Es recomendable no utilizar ninguna fruta que contenga enzimas "come proteínas" vivas, tales como papaya, piña o mango sin cocinar estas primero, si no el pastel de queso no cuajará.
Para que el pastel de queso no se quiebre por encima al hornearlo, se recomienda no batir demasiado los huevos cuando se incorporan con el queso cremoso. También, cuando el pastel esté cuajado, se puede apagar el horno, y dejar que se cocine con el calor remanente.

### Queso crema
En 1872, el queso crema fue inventado por lecheros estadounidenses. El empresario quesero William Lawrence de Chester, Nueva York, accidentalmente desarrolló un método para producir queso crema al intentar reproducir un queso francés llamado Neufchatel. William Lawrence distribuye entonces su marca en envoltorios de papel de aluminio a partir de 1880 bajo el nombre de la empresa, 'Imperio'. Kraft Foods lo comercializa luego bajo el nombre 'Philadelphia'.

### La Viña
La tarta de queso más popular con origen en España, es la de San Sebastián.

## Otros nombres

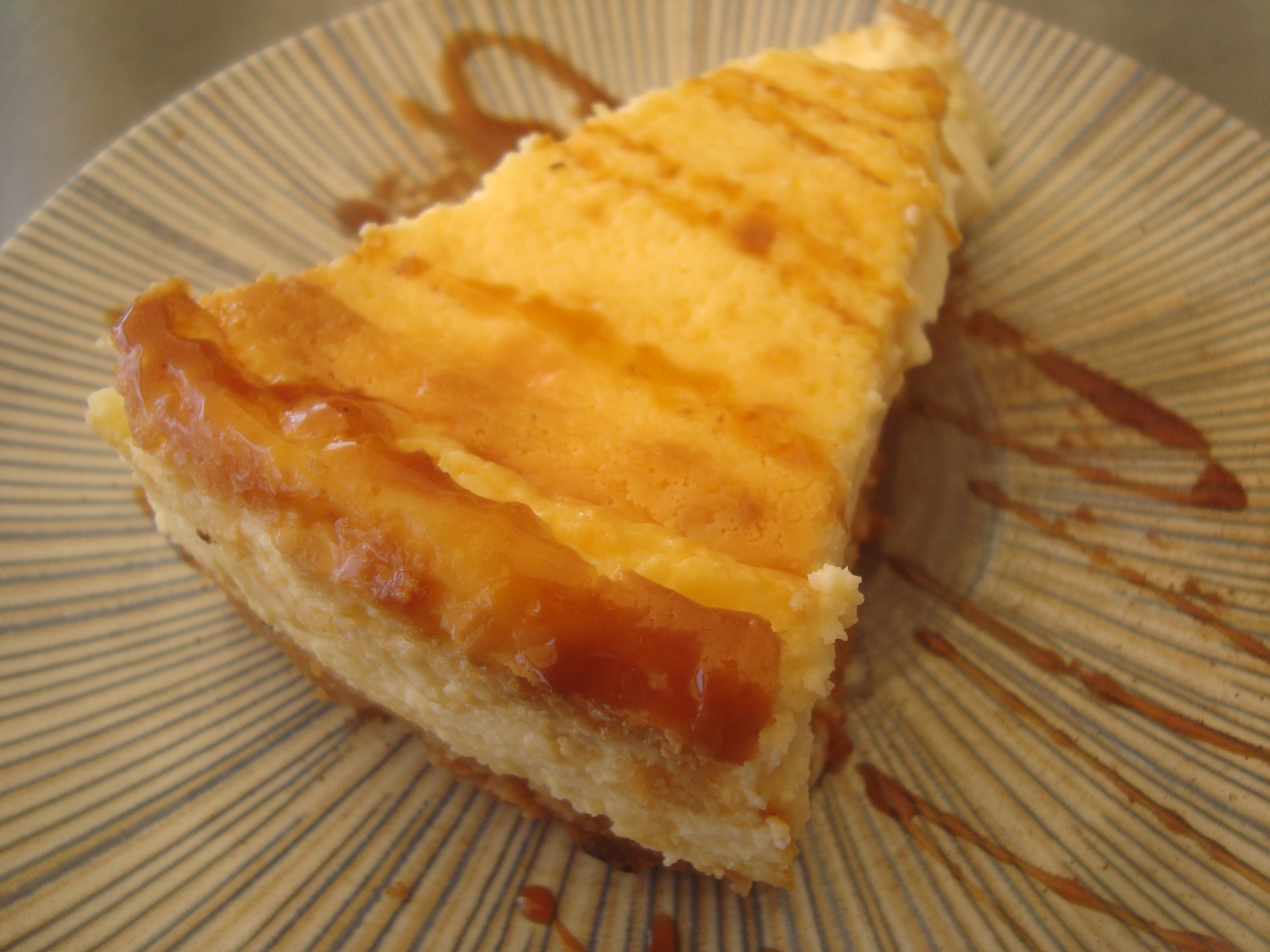
Ración para postre de Tarta de Queso.

- Ración para postre de Tarta de Queso.En Argentina, Brasil, Colombia, Costa Rica, Ecuador, Chile, Panamá, Perú y Puerto Rico: Cheesecake.
- En México y Guatemala: Pay de queso.
- En Venezuela: Torta de queso o Cheesecake.
- Tarta de queso con salsa y confitura de frambuesas.En España: Tarta de queso
- En Polonia: Sernik.

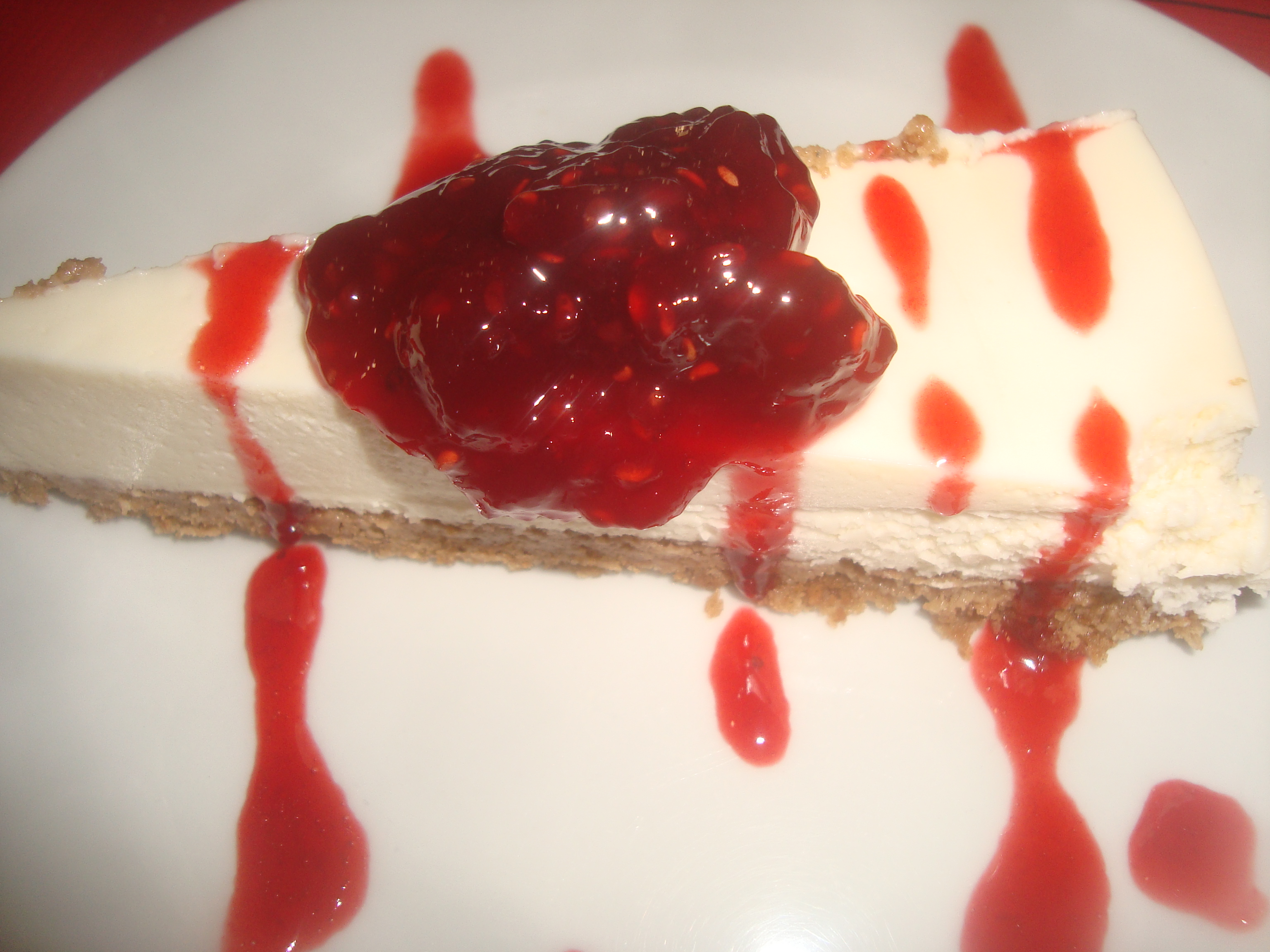
Tarta de queso con salsa y confitura de frambuesas.

- En Uruguay: Tortita de queso o Cheesecake.